# Cantó de Bouchain
El cantó de Bouchain és una divisió administrativa francesa, situada al departament del Nord i la regió dels Alts de França.

## Composició
El cantó de Bouchain aplega les comunes següents :
- Avesnes-le-Sec
- Bouchain
- Émerchicourt
- Haspres
- Hordain
- Lieu-Saint-Amand
- Lourches
- Marquette-en-Ostrevant
- Mastaing
- Neuville-sur-Escaut
- Noyelles-sur-Selle
- Rœulx
- Wasnes-au-Bac
- Wavrechain-sous-Faulx

## Història
| Date d'elecció                        | Identitat      | Partit |
| ------------------------------------- | -------------- | ------ |
| 1998-                                 | Albert Despres | PCF    |
| Les dades anteriors no són conegudes. |                |        |
|                                       |                |        |

## Demografia
| 1962 | 1968   | 1975   | 1982   | 1990   | 1999   | 2006   |
| ---- | ------ | ------ | ------ | ------ | ------ | ------ |
| -    | 28.242 | 28.680 | 26.771 | 26.012 | 25.783 | 26.170 |